# 石垣島ドリーム観光

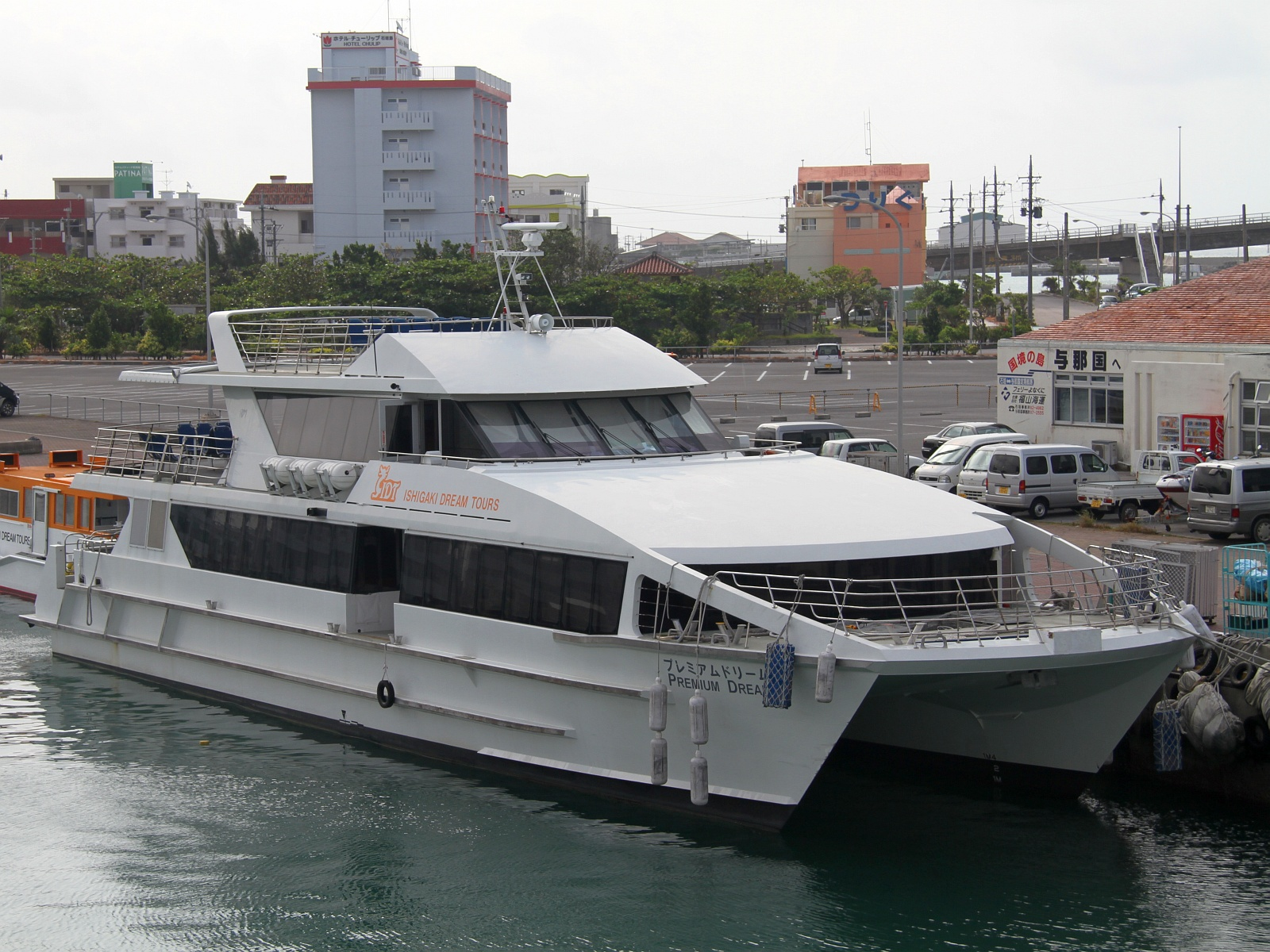
プレミアムドリーム（石垣港）

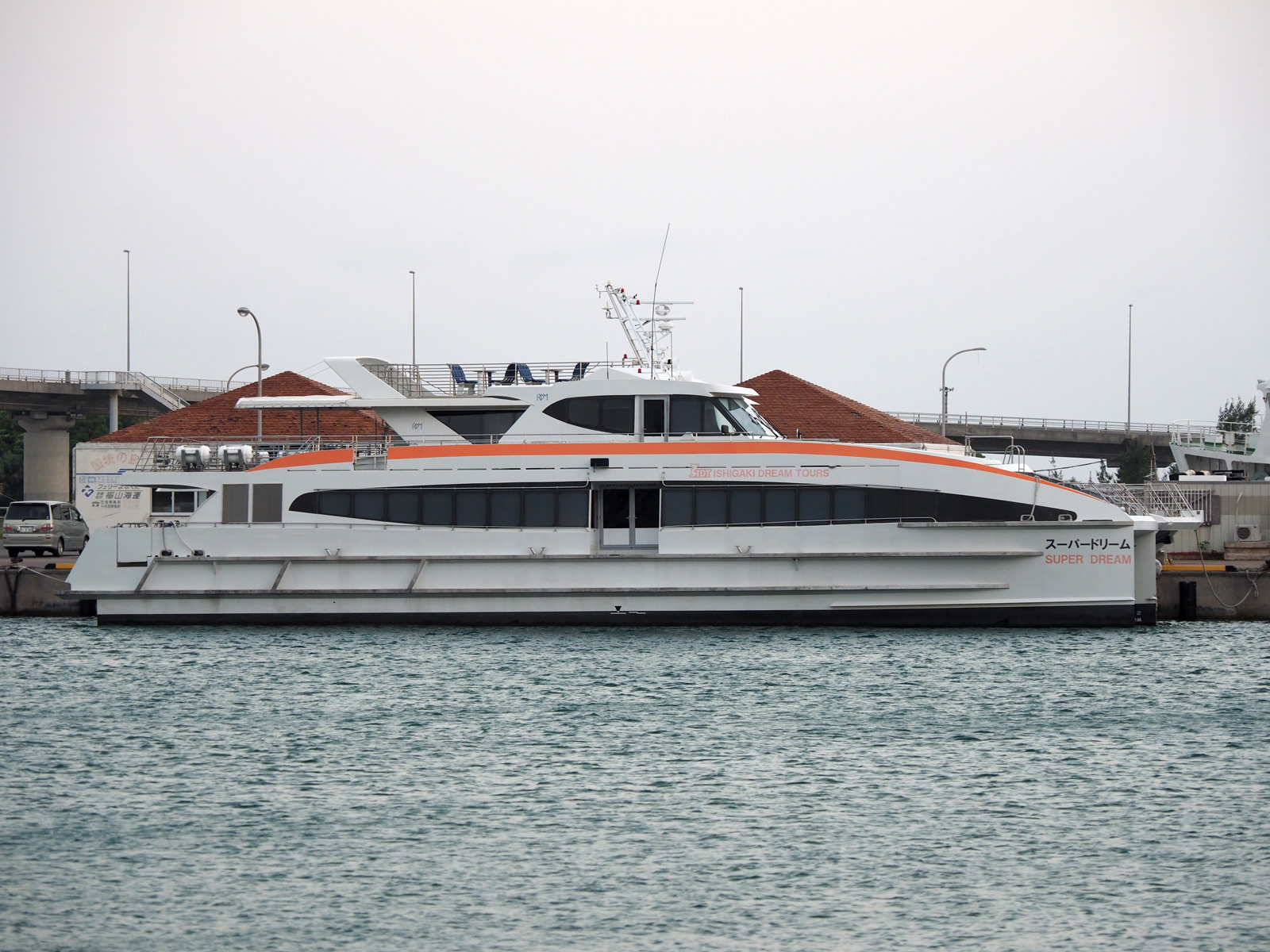
スーパードリーム（石垣港）

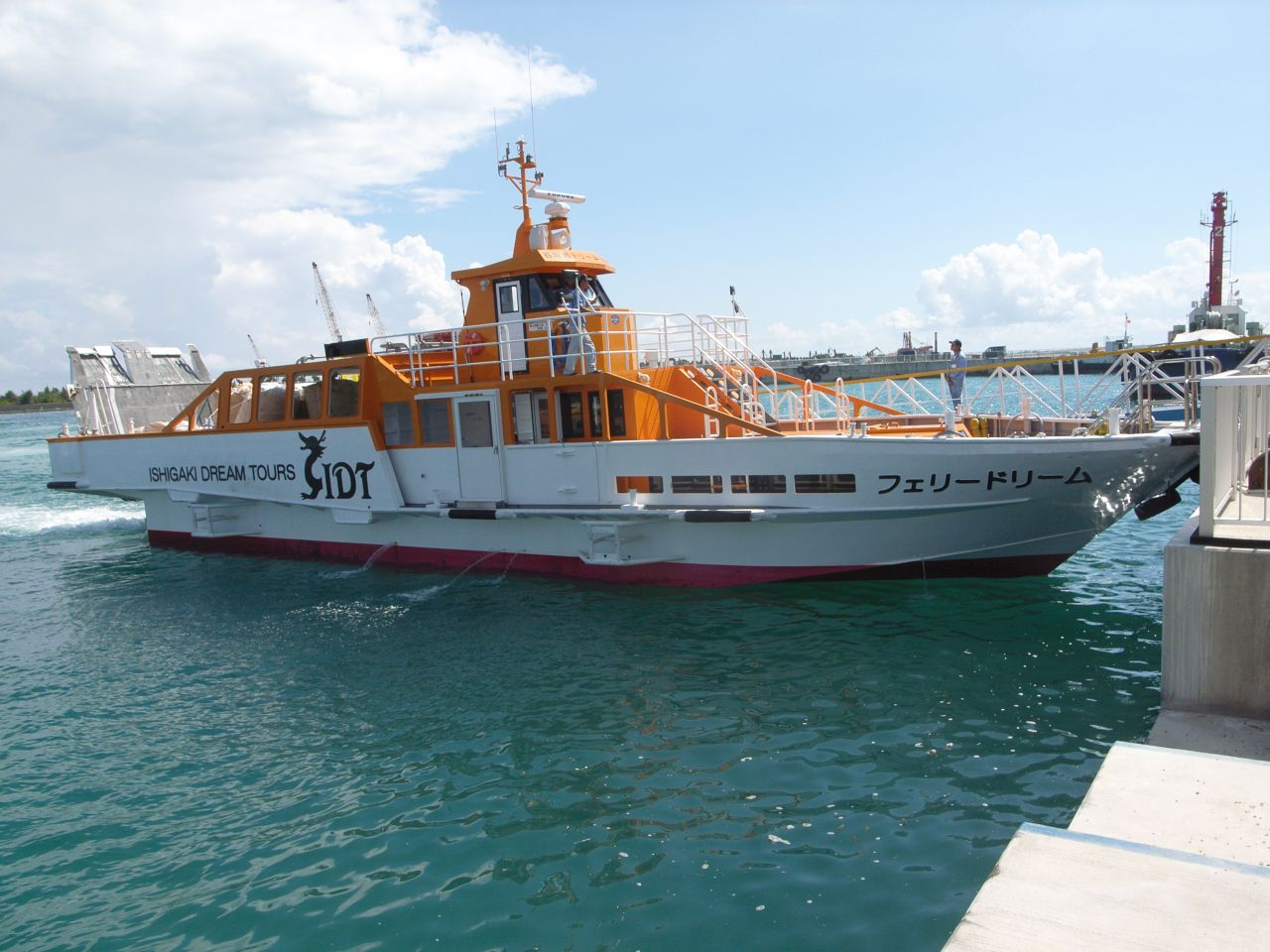
フェリードリーム

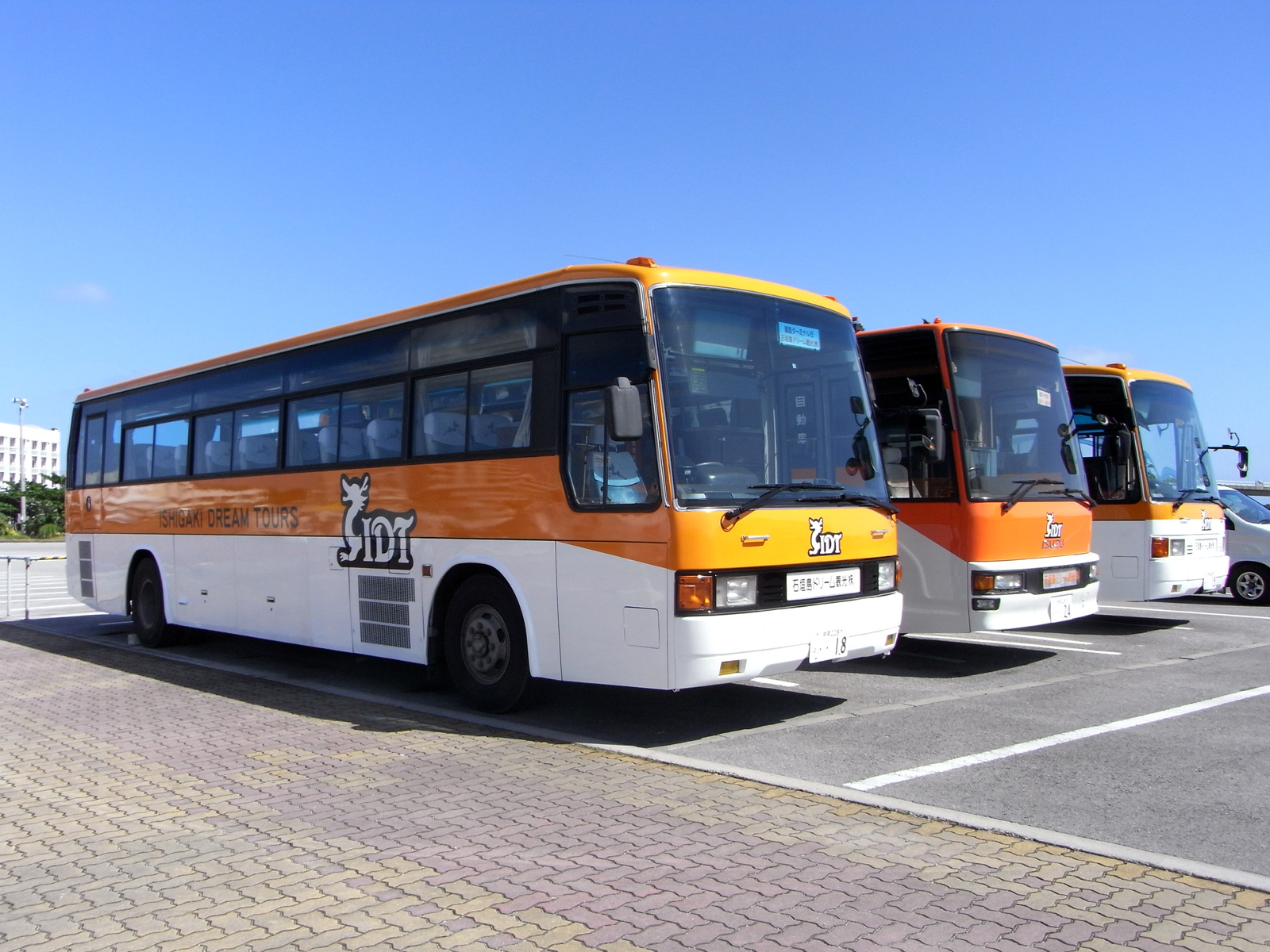
観光バス

石垣島ドリーム観光株式会社（いしがきじまドリームかんこう）は、沖縄県石垣市美崎町に本社を置き海運業及び旅行業を営む会社である。
主に石垣島と八重山列島の他の島との間で不定期航路の旅客船・フェリーを運航して、離島めぐり等のツアーや貸切船クルーズを催行している。略称は「IDT」。

## 概要
八重山列島では従来、八重山観光フェリー及び安栄観光の2社が離島航路を運航していたが、当社は離島への観光客の増加をふまえて2007年に新規参入した。2005年12月に石垣市内の企業約15社によって設立され、2007年5月5日に営業運航を開始した。これにより、八重山列島で複数の離島航路を運航する海運会社は3社となったが、その航路は大半が重複していた。
石垣島ドリーム観光は、2018年4月から、船員不足のため定期航路事業を休止して不定期航路のみを運航し、離島めぐり等のツアーや貸切船クルーズの催行を事業の中心としている。定期航路については、船員が確保でき次第、再開するとしている。

## 沿革
- 2005年12月 - 会社設立[2]。
- 2007年
  - 4月19日 - 海上運送法に基づく国土交通省の認可を受ける[3]。
  - 5月5日 - 営業運航を開始（高速船3隻、フェリー1隻）[3]。
- 2009年2月11日 - 初の双胴船となる「プレミアムドリーム」の運航を開始する[6][7]。
- 2018年4月 - 旅客船定期航路事業を休止。自社船舶（不定期航路）等を利用したツアー催行等を事業の中心とする。

## かつての定期航路
石垣島にある石垣港をターミナルとして、八重山列島の各島への定期航路を運航していたが、2018年4月以降休止している。
※下記の定期航路はすべて運航休止中。
石垣島（石垣港）発着の旅客船（高速船）航路
- - 竹富島・竹富東港
- - 小浜島・小浜港
  - 便数は少ないが、小浜島発の一部の便が竹富島を経由する。
- - 黒島・黒島港
  - 貨客船の就航日は、一部便を振り替えて運航する。
- - 西表島・大原港
  - 便数は少ないが、大原港発の一部の便が小浜島または竹富島を経由する。

その他の島間の旅客船（高速船）航路
（石垣港発着便の途中寄港も含む）
- 西表島・大原港→小浜島・小浜港
- 西表島・大原港→竹富島・竹富東港
- 小浜島・小浜港 - （石垣港） - 竹富島・竹富東港
  - 便数は少ない。石垣港を経由する便としない便がある。

貨客船（フェリー）航路
- 石垣港 - 竹富島・竹富東港 ※火・金曜日運航。
- 石垣港 - 小浜島・小浜港 ※月・火・木・土曜日運航。
- 石垣港 - 黒島・黒島港 ※火・金曜日運航。
- 石垣港 - 西表島・大原港 ※月・木・土曜日運航。
- 石垣港 - 鳩間島・鳩間港 - 西表島・上原港 ※月・木・土曜日就航

## 船舶
大型双胴船2隻、小型高速船5隻、フェリー1隻の合計8隻を保有している。旅客船の客室に空気清浄機を設置している。
- プレミアムドリーム

2008年7月25日進水、2009年2月11日就航。インキャット・クラウザー（オーストラリア）/RDM Constructions建造、丸尾建設保有
167総トン、全長33.51m、登録長29.91m、全幅8.50m、深さ3.05m、満載喫水1.70m、ディーゼル2基、機関出力2,800PS、プロペラ2軸、最大速力30ノット、乗組員5名、旅客定員245名（3時間未満）221名（6時間未満）
初の大型双胴船。船体は3層構造でメインデッキは3-5-3の座席配置、ミドルデッキは特別料金が必要なプレミアムシート（40席）で2-4-2の座席配置となっている。ミドルデッキ後部および最上部のアッパーデッキは露天デッキとなっており、アッパーデッキはクルージング時のみ開放される。操舵室はミドルデッキ前部にある。
- スーパードリーム

2014年就航。インキャット・クラウザー（オーストラリア）/RDM Constructions建造、丸尾建設保有
141総トン、全長29.40m、全幅8.50m、航海速力30.0ノット、旅客定員195名

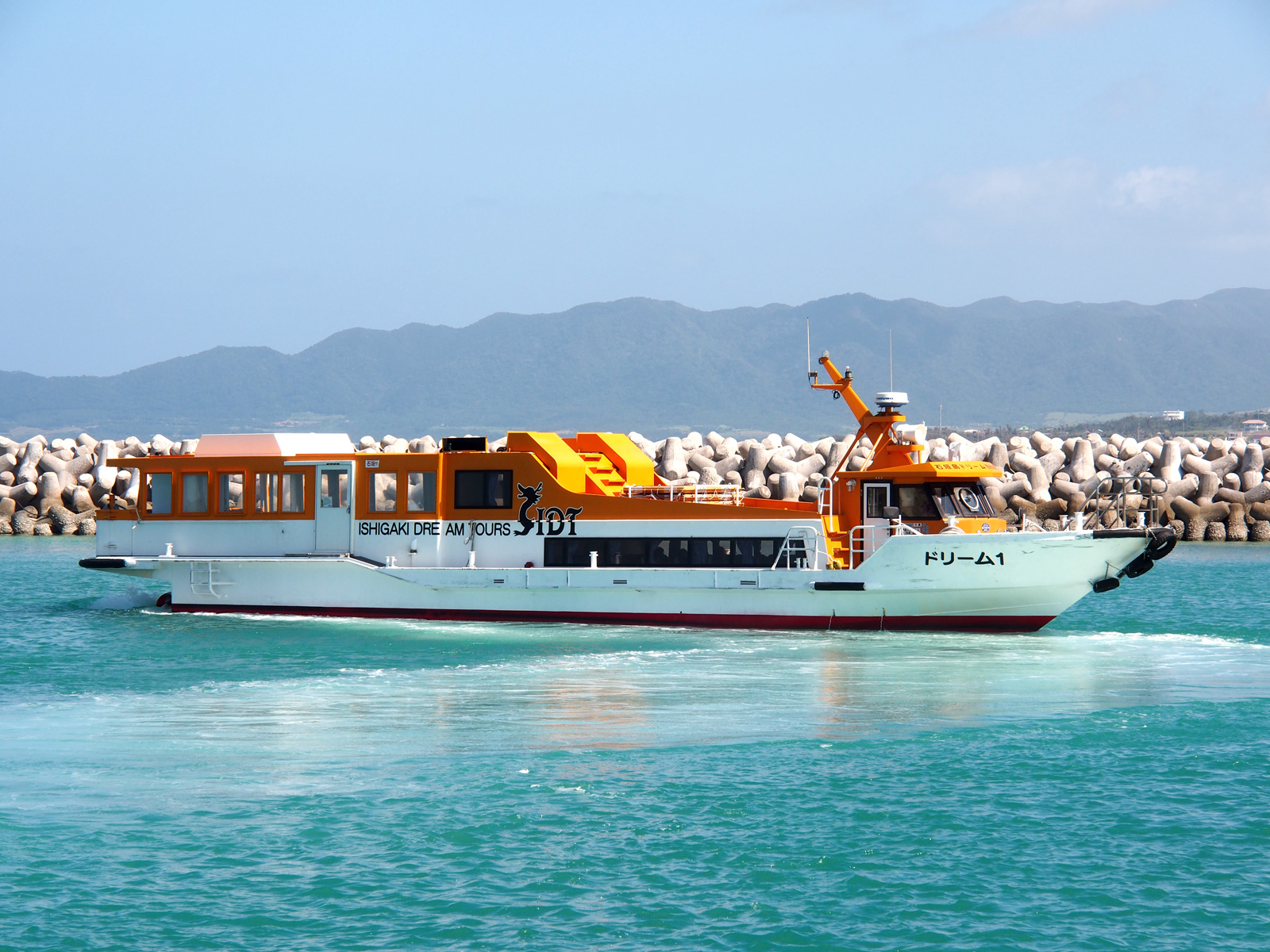
ドリーム 1
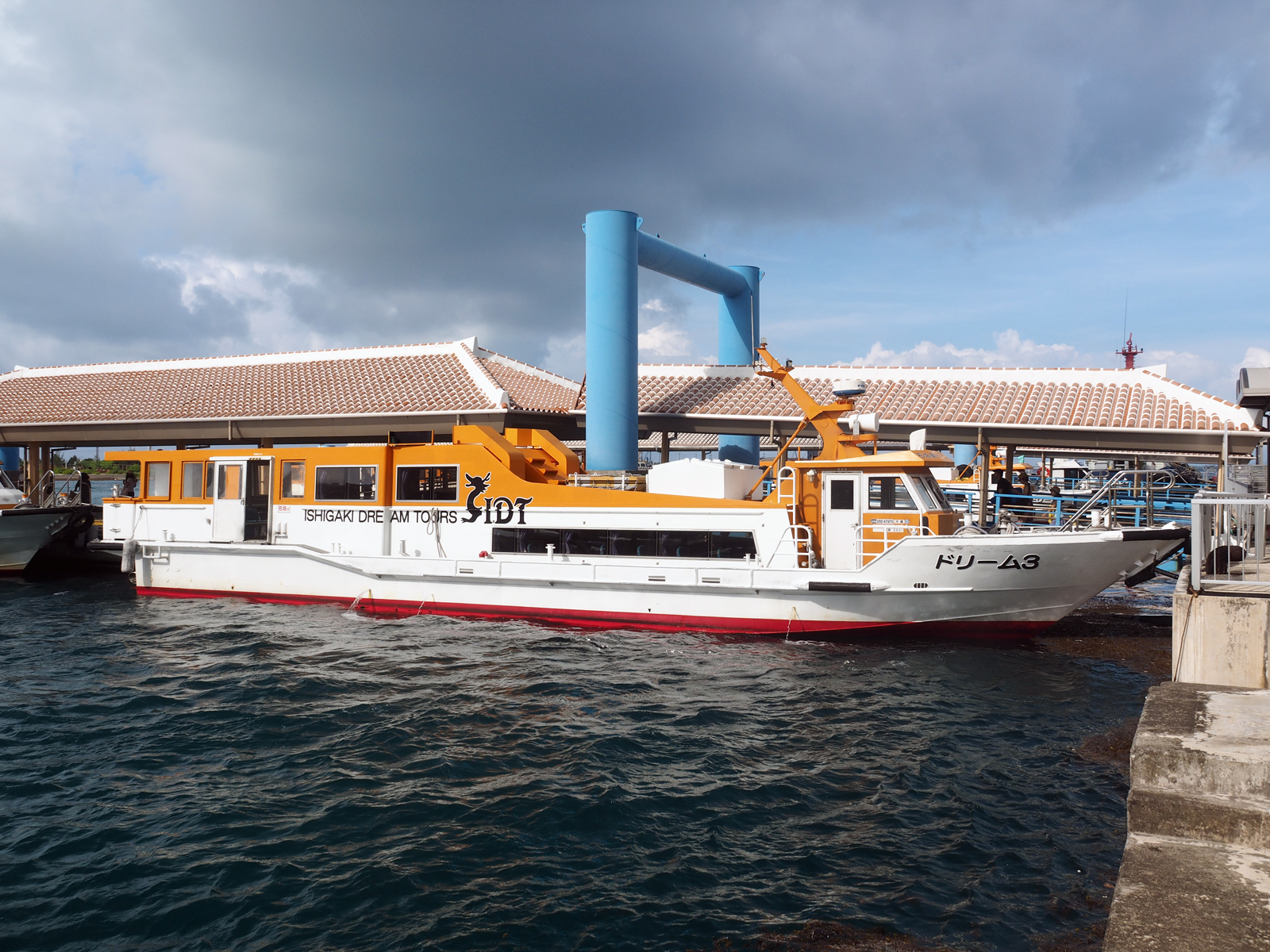
ドリーム 3（石垣港）
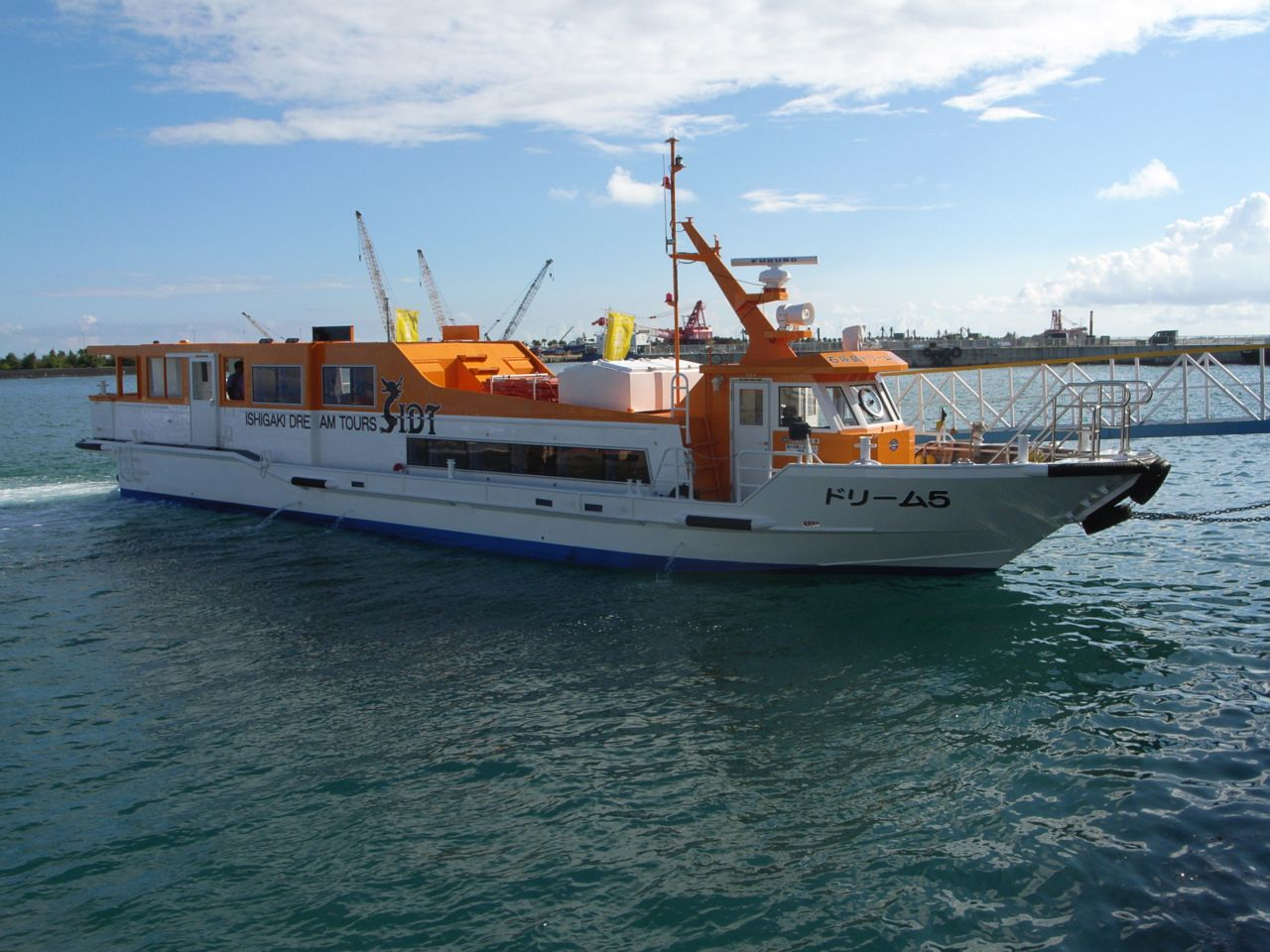
ドリーム 5
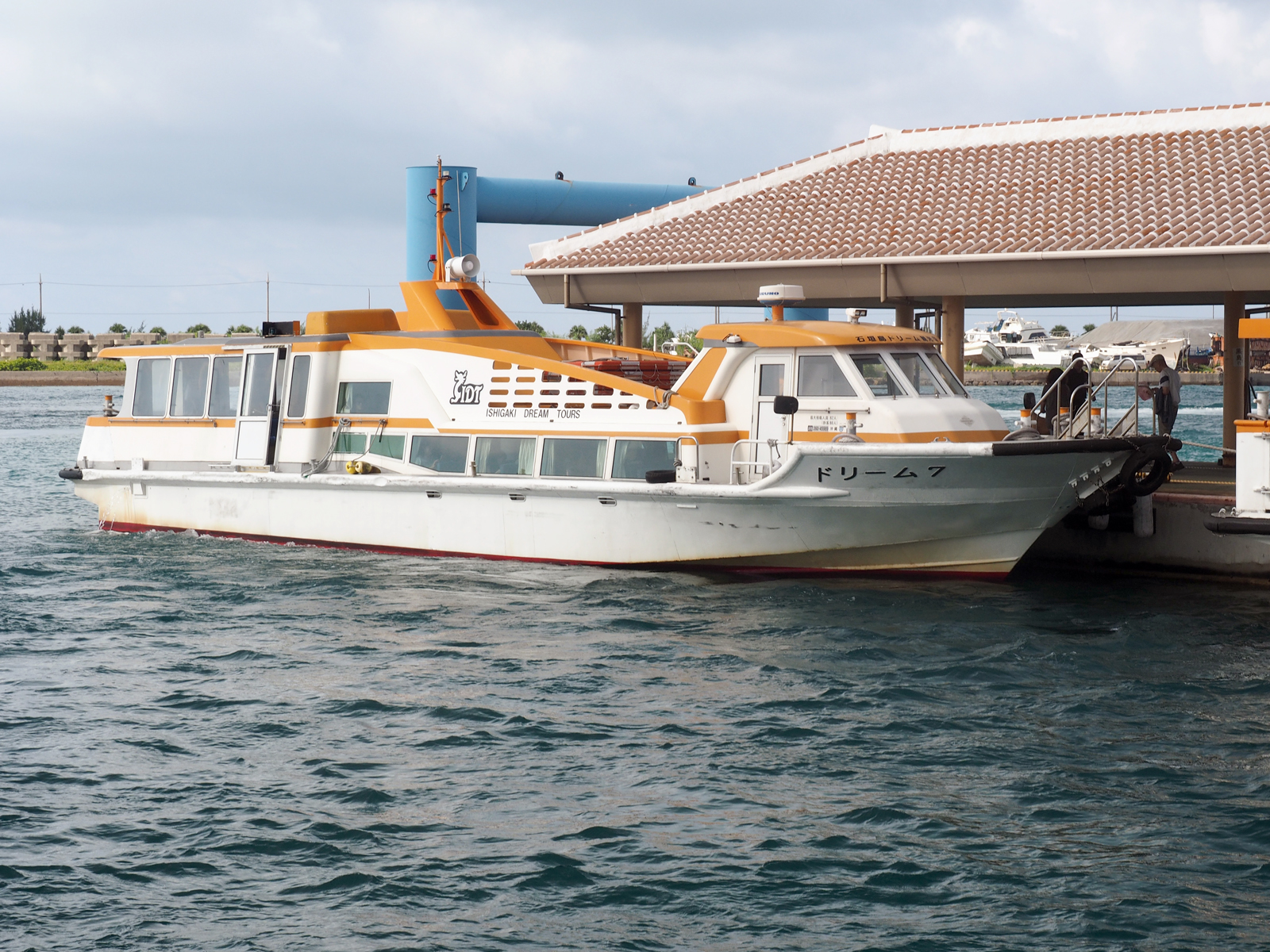
ドリーム 7（石垣港）

2006年8月竣工、沖新船舶工業建造（第169番船）
19総トン、全長24.75m、全幅4.00m、深さ1.45m、最大速力44ノット、航海速力32.0ノット、旅客定員90名
- ドリーム 2

2006年8月竣工、沖新船舶工業建造（第170番船）
19総トン、全長24.75m、全幅4.00m、深さ1.45m、最大速力44ノット、航海速力32.0ノット、旅客定員90名
- ドリーム 3

2007年3月竣工、沖新船舶工業建造（第171番船）
19総トン、全長23.15m、全幅3.80m、深さ1.39m、最大速力36ノット、航海速力30.0ノット、旅客定員64名
- ドリーム 5

2007年3月竣工、沖新船舶工業建造（第172番船）
19総トン、全長23.15m、全幅3.80m、深さ1.39m、最大速力36ノット、航海速力30.0ノット、旅客定員64名
- ドリーム 7

19総トン、全長20.27m、全幅4.50m、航海速力30.0ノット、旅客定員80名
- フェリードリーム（フェリー）

2006年10月竣工、沖新船舶工業建造（第168番船）
19総トン、全長24.36m、全幅5.70m、深さ1.75m、最大速力38ノット、航海速力25.0ノット、旅客定員48名、車輌4台
「高速カーフェリー」と称している。
- ドリーム 1
- ドリーム 3（石垣港）
- ドリーム 5
- ドリーム 7（石垣港）

### 過去の保有船舶
- ドリーム 6

16総トン、全長15.97m、全幅4.29m、航海速力30.0ノット、旅客定員53名